# Beaurivage
Albums de Michel Berger
Beauséjour
(1980) Dreams In Stone
(1982)
Singles
1. Mademoiselle Chang
Sortie : septembre 1981
2. Maria Carmencita
Sortie : mars 1982

Beaurivage est le 6e album studio de Michel Berger sorti en 1981. Vendu à 151 900 exemplaires, le principal succès de cet album est Mademoiselle Chang. Cette chanson parle d'une immigrée chinoise qui veut s'occulter son pays natal.

## Titres
Toutes les chansons sont écrites et composées par Michel Berger.
| 1.    | Mademoiselle Chang                                       | 4:48 |
| 2.    | Ballade pour une Pauline triste (Titre dédié à sa fille) | 3:15 |
| 3.    | Déjà je suis loin                                        | 4:05 |
| 4.    | Antoine                                                  | 3:18 |
| 5.    | Tant d'amour perdu                                       | 3:38 |
| 6.    | Maria Carmencita, sourde et muette                       | 2:27 |
| 7.    | On n'est pas seul                                        | 1:27 |
| 8.    | Fais comme t'aimes                                       | 4:15 |
| 9.    | C'est pas la peine de vivre                              | 5:25 |
| 32:19 |                                                          |      |